# Whole Foods Market
Whole Foods Market IP, Inc. er en amerikansk supermarkedskæde med hovedkvarter i Austin, Texas. Det er en USDA-certificeret økologisk supermarkedskæde og den kendes for deres økologiske varer. Whole Foods har 500 supermarkeder i USA og Canada samt syv i Storbritannien.
Amazon.com opkøbte virksomheden 28. august 2017.